# Monts de Ngouédi
Les monts de Ngouédi sont un massif du Mayombe dans la région de Bouenza au Congo-Brazzaville, au sud de la Niari. Leur point culminant s'élève à une altitude de 780 m.